# Karabinek wz. 29
Karabinek wz. 29 (kbk wz. 29) — польский карабин со скользящим затвором периодов Интербеллума и Второй мировой войны. Разработан на основе конструкции системы Маузера.
Данный карабин был задуман на рубеже 1920-1930-х годов как универсальное оружие, предназначенное для использования не только кавалерией, но и пехотой. Kbk wz. 29 был короче, удобнее и легче традиционной винтовки, но имел меньшую практическую дальность стрельбы. Его конструкция была аналогична другим карабинам системы Маузера того времени, например, чехословацкому vz. 24, бельгийскому М1924/30 и немецкому Kar98k. Также, для использования с карабином был адаптирован штык wz. 29.
Производство Karabinek wz. 29 началось в 1930 году на оружейном заводе в Радоме. В середине 1930-х годов, в результате изменения военной доктрины в Войске Польском, пехота была вновь перевооружена винтовками. Kbk wz. 29 остался на вооружении других частей, таких как кавалерия, артиллерия и сапёры. Несмотря на изменение доктрины, производство карабина продолжалось до 1939 года.

## История
После восстановления независимости Польши вновь созданная польская армия была вооружена множеством моделей винтовок из разных стран. Новому государству достались в наследство русские винтовки (Мосина), австрийские Манлихеры (M1888, M1890 и М1895) и немецкие винтовки (Gewehr 88 и 98). Более того, в 1919 году вместе с солдатами Голубой армии появились французские винтовки (Бертье и Лебель). За границей также осуществлялись разовые закупки оружия, в том числе винтовки Carcano 1891.
Уже в первые годы после восстановления независимости командование Войска Польского приступило к стандартизации своего стрелкового оружия, в том числе винтовок. Первоначально рассматривалась возможность принятия на вооружение французских винтовок Лебеля или Бертье. Ситуация изменилась, когда Конференция послов постановлением от 10 марта 1921 года распорядилась передать Польше машины, оборудование, документацию и большие запасы сырья из бывшего прусского королевского арсенала в Гданьске. На этих заводах во время Первой мировой войны производились немецкие винтовки Gewehr 98. Такой поворот событий привёл к тому, что Военный совет своим решением от июня 1921 года выбрал винтовку Gewehr 98 (под обозначением wz. 98) в качестве основной винтовки Войска Польского.
Станки с гданьского завода были перевезены в Варшаву, где в 1920 году был основан Государственный винтовочный завод (пол. Państwowa Fabryka Karabinów). К концу 1921 года был получен относительно полный комплект станков, необходимый для начала производства винтовок Маузера, однако техническая документация была неполной. Дефицит был быстро восполнен и в июле 1922 года началось производство kb Mauser wz. 98. 23 июня 1922 года состоялось торжественное освящение первых винтовок, изготовленных на варшавском заводе.
Польские винтовки отличались от немецких прежде всего маркировкой на ствольной коробке и другим внешним видом самой ствольной коробки. Как часто отмечается в исследованиях, kb wz. 98 также отличались несколько меньшим качеством и точностью, чем немецкие винтовки. Во многом это было связано с небольшим опытом производства такого оружия.
Производство kb wz. 98 было прекращено в Польше довольно скоро — в 1924 году — после того как было выпущено около 22 000 единиц. На их месте началось производство kbk wz. 98, созданных по образцу немецкой винтовки Kar98AZ (Kar98a). Такое решение стало результатом изменения концепции пехотного вооружения. В середине 1920-х годов во многих странах наметилась тенденция перевооружения пехоты с длинных винтовок на более удобные и короткие, то есть карабины. Польша также решила перевооружить свою пехоту карабинами. Немецкие конструкторы задумывали Kar98a как оружие вспомогательных войск. Одним из главных его недостатков были проблемы со стрельбой после присоединения штыка, поскольку его основание заканчивалось всего в 15 см от дульного среза ствола. Это приводило к нестабильному креплению штыка и, кроме того, деревянные накладки штыка подвергались попаданию пуль. Эти недостатки были не столь существенны в случае вспомогательных и тыловых частей, но в случае с линейной пехотой они имели большое значение. Другие недостатки польских kbk wz. 98 также включали недостаточную взаимозаменяемость деталей и высокую отдачу, что отрицательно сказалось на точности стрельбы. Исходя из этих недостатков, вскоре kbk wz. 98 были заменены: в 1929 году была разработана новая конструкция, которая имела отличную от kbk wz. 98 конструкцию ствола, а также приобрела иное штыковое крепление, а уже в 1930 году началось производство новых kbk wz. 29 в Радоме.
Аналогичное оружие было разработано чуть раньше в Чехословакии. Речь про карабин vz. 24, ставшим постоянным оружием чехословацкой армии. Силуэт этого карабина был схож с польским kbk wz. 29.
Основным эксплуатантом kbk wz. 29 было Войско Польское, которому их было поставлено не менее 264 000 единиц. Государственная полиция также получила их в количестве 340 штук.
В первой половине 1930-х годов в результате изменения польской военной доктрины дальность огня пехоты должна была быть увеличена до 1000—1500 метров, но ни kbk wz. 98, ни kbk wz. 29 не были способны на это. Поэтому в 1934 году было решено возобновить производство kb wz. 98. Модели kbk wz. 29 остались на вооружении пулемётных и гранатомётных расчётов, а также в артиллерийских, сапёрных и кавалерийских частях.
Кроме того, через SEPEWE было экспортировано более 140 000 винтовок, в основном в республиканскую Испанию, которая на тот момент находилась в состоянии гражданской войны. Карабины, выпускаемые на экспорт, иногда обозначались как kbk wz. 29e (e — eksport, «экспорт» с пол.), причём на ствольных коробках не было обыденной маркировки производителя.
Опыт Сентябрьской кампании показал, что kbk. wz 29 по характеристикам были аналогичны немецким Kar98k. После её доработки наряду с другими карабинами и винтовками системы Маузер они находились на вооружении партизан.
После окончания Сентябрьской кампании значительное количество польского оружия попало в руки немцев и СССР. И вермахт, и Красная армия использовали захваченные wz. 29 для вооружения своих солдат. В немецкой армии kbk wz. 29 получили обозначения Gewehr 298(p) — G298(p).

## Техническое описание
Карабин wz. 29 представлял собой индивидуальное оружие с продольно-скользящим затвором, оснащённое четырёхтактным скользяще-поворотным затвором. Запирание осуществлялось тремя упорами: двумя основными в передней части корпуса затвора и одним вспомогательным в его задней части, как и в случае с винтовкой Gewehr 98. Затвор состоял из: стебля затвора с рукояткой, заканчивающейся шаровидным набалдашником, пластинчатого предохранителя, ударника, пружины ударника, экстрактора и собачки[прояснить]. Карабин имел общую длину 1100 мм и массу 3,9 кг.
По сравнению с kbk wz. 98, новый карабин отличался внутри: изменённой ложей и крышкой ствола, которые были в общем на 75 мм короче, имелось основание для разборки затвора, размещённое на прикладе, оснащённое спрятанным в цевье шомполом (имевшим поэтому отверстие и соответствующие пазы)[прояснить], присутствовала иная форма заднего навершия и усиленная ствольная коробка. Новый карабин внешне отличался прямой рукояткой затвора (рукоятка затвора немецкого карабина была согнута под прямым углом вниз, набалдашник скошен изнутри и накатан), отсутствием отверстия для ремня в прикладе. Кроме того, части kbk wz. 29 имели больший размерный допуск, что обеспечивало взаимозаменяемость элементов.
Ствол kbk wz. 29 калибра 7,92-мм был нарезной, с четырьмя правыми нарезами. Его длина составляла 600 мм. Он был изготовлен из нового сорта углеродистой стали, разработанного в Польше, благодаря чему отличался высокой долговечностью — около 10 000 выстрелов.
Ложа была цельная, изготовленные из бука. На нижнем крае приклада имелось стремя[неизвестный термин] для ремня для переноски. Затыльник приклада был прикрыт стальным башмаком. С целью снижения себестоимости производства в межвоенный период проводились испытания лож из бакелитовой фанеры. Удовлетворительных результатов добиться не удалось, но позже были успешно внедрены ложи, склеенные из двух частей.
В ложе под затвором находился неподвижный двухрядный коробчатый магазин, не выступающий из ложи, ёмкостью 5 патронов. Прицельные приспособления состояли из мушки и кулачкового прицела с изогнутым основанием.
Для карабина использовался штык wz. 29 с кольцом цевья. Благодаря кольцу штык надежно держался на стволе.
Карабин оснащался шомполом для чистки, спрятанным в цевье. Для ношения оружия использовался ремень со стременем[неизвестный термин] и пряжкой, регулируемый по длине.
Боеприпасы для kbk wz. 29 — 30 патронов[прояснить] калибра 7,92 х 57 мм Маузер (в том числе 29 пуль «S» (лёгкая) и 1 пуля «P» (бронебойной). Боеприпасы переносились в типичных кожаных тройных подсумках немецкого образца. В тройных подсумках вмещалось 45 снаряжённых патронов[прояснить] (по 15 в каждом). В зависимости от функции[чьей?] солдат имел на поясе один или два таких подсумка. Они были изготовлены из дублёной кожи натурального, слегка коричневого цвета. Исключение составляли ВВС и ВМФ, где использовались чернёные подсумки.

## Страны-эксплуатанты
- Польша — около 250 000
- Вторая Испанская Республика — 95894, хотя на многих из них отсутствовала польская маркировка, были задокументированные примеры тех, которые её сохранили
- Саудовская Аравия — 13000
- Китайская Республика — 12450
- Палестина — 1697
- Афганистан — 100
- Нацистская Германия — захваченные в 1939, остальные произведены в оккупируемой Польше
- СССР — захваченные в 1939
- Франкистская Испания — захваченные у республиканцев в гражданской войне

### Комментарии
1. ↑  В источниках эта цифра возрастает до 320 000.
2. ↑  В более старых исследованиях упоминаются два типа затворов: с загнутой вниз рукояткой и с прямой рукояткой. Более поздние исследования фотографий и сохранившихся экземпляров не подтверждают этот тезис. Вероятно, выпускались модели kbk wz. 29 только с прямой рукояткой, либо серия карабинов с изогнутой рукояткой была очень мала.